# Stanisław Niedzielski (Pianist)
Stanisław Niedzielski (* 31. März 1905 in Warschau; † 1975 in Paris) war ein polnischer Pianist und Komponist.

## Leben und Werk
Stanisław Niedzielski studierte zunächst in Polen bei Józef Śliwiński und Henryk Opieński. Danach wurde er Schüler von Ignacy Jan Paderewski in der Schweiz. Im Alter von 20 Jahren gab er sein erstes Konzert in London, womit er seine internationale Karriere startete. Am 18. Januar 1930 war er in Madrid an der Uraufführung von Joaquín Turinas Contes d’Espagne, Satz II, Op. 47 als Pianist beteiligt. Er lebte zunächst in Neuilly-sur-Seine und unternahm ab 1934 von dort aus Konzertreisen. Später ließ er sich in Sydney nieder und unternahm Konzerttourneen durch Australien, die Vereinigten Staaten, Südafrika und Europa.
Stanisław Niedzielski komponierte „Polnische Tänze“ und das Ballett „Goyesque“.
Obwohl Stanisław Niedzielski Repertoire vielfältig und umfangreich war, ist er heute vorwiegend für seine leidenschaftlichen Interpretationen von Chopins Musik bekannt.
Wohnmäßig nach Paris zurückgekehrt, starb Stanisław Niedzielski dort 1975 an einer Tropenkrankheit, die er sich während einer Afrikatournee zugezogen hatte.